# Lodrino (Riviera)
Lodrino è una frazione di 1 779 abitanti del comune svizzero di Riviera, nel Canton Ticino (distretto di Riviera).

## Geografia fisica
La frazione di Lodrino confina a sud con la città di Bellinzona e si trova a 7 km da Biasca, sulla sponda destra del fiume Ticino, nella valle Riviera, a un'altitudine di 269 m s.l.m. Il nucleo principale di Lodrino (260-290 m s.l.m.) e, a sud, la frazione di Prosito (255-270 m s.l.m.) si trovano sul fondovalle, mentre all'estremo nord del territorio c'è il piccolo insediamento di Rodaglio.
La disabitata valle di Lodrino (valle laterale della Riviera), caratterizzata da un ambiente alpino, comprende la maggior parte del territorio di Lodrino.

## Storia
Lodrino è citato per la prima volta in un documento scritto risalente all'anno 857 (Ludrini). Le prime comunità lodrinesi risiedevano sugli attuali monti (Lègri, Paglio); solo alla fine del Medioevo la popolazione si stabilì in piano. A quel tempo la gente viveva esclusivamente di agricoltura e pastorizia, mentre nel corso del XVIII e del XIX secolo fu importante lo sviluppo dell'industria del vetro e, successivamente, del granito. Lodrino iniziò poi a svilupparsi in modo importante a partire dagli anni 1960, con l'avvento del settore terziario, con lo sviluppo edilizio e un forte incremento demografico.

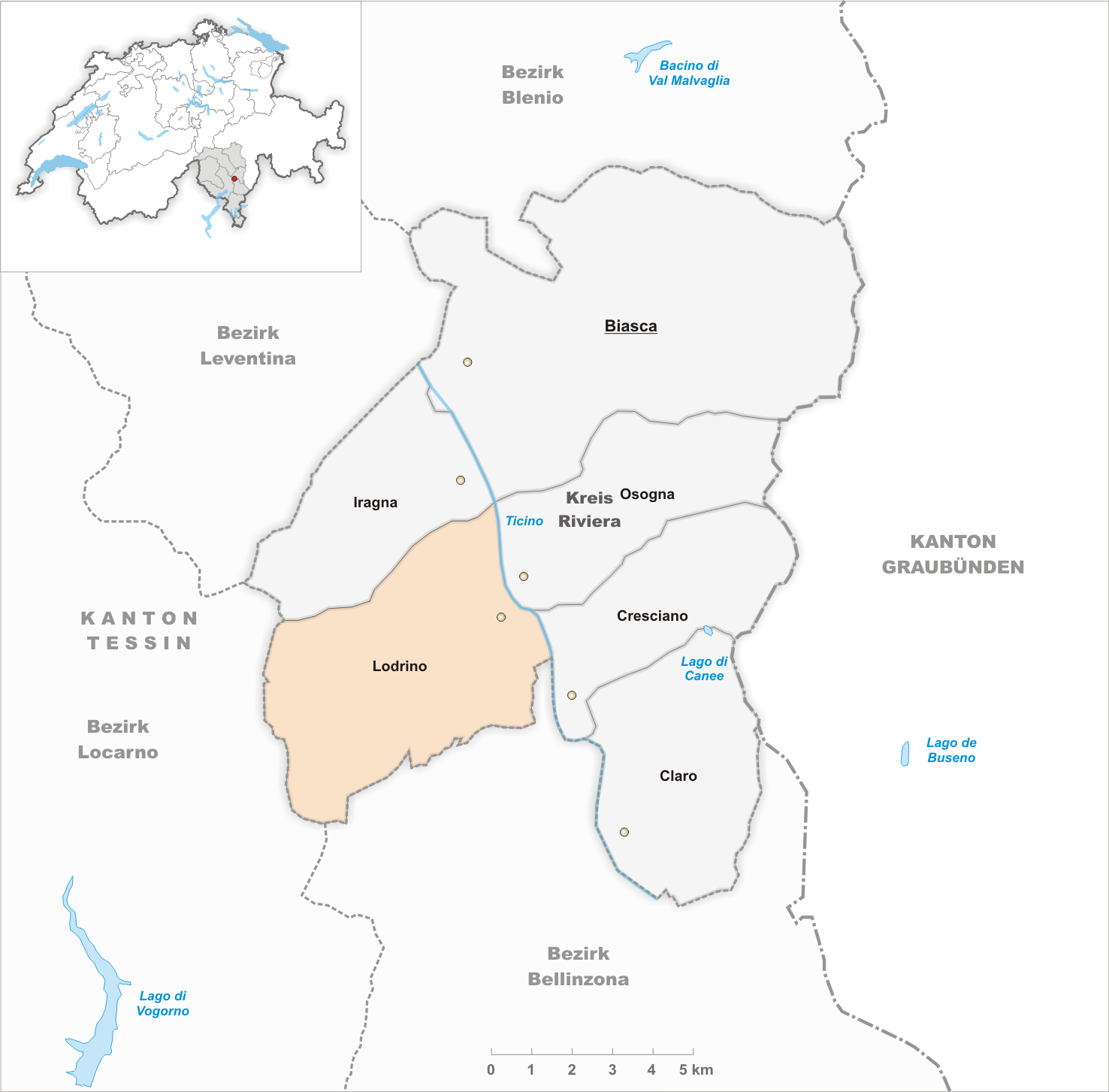
Il territorio del comune di Lodrino prima degli accorpamenti comunali del 2017

Già comune autonomo che si estendeva per 31,6 km² e del quale facevano parte anche le frazioni di Prosito e Rodaglio, il 2 aprile 2017 è stato accorpato agli altri comuni soppressi di Cresciano, Iragna e Osogna per formare il comune di Riviera

## Monumenti e luoghi d'interesse

### Architetture religiose
- Chiesa parrocchiale di Sant'Ambrogio, attestata dal 1375 ma eretta su una preesistente costruzione dell'XI-XII secolo[1][4];
- Chiesa di San Martino di Tours, già chiesa parrocchiale dei Santi Placido e Sigisberto, in località Monte Paglio, attestata dal 1215[1] e ricostruita nel 1375[5]
- Oratorio dei Santi Rocco e Sebastiano[senza fonte];
- Cappella di Lagua[senza fonte].

### Architetture civili
- Resti di antiche case d'abitazione medievali nei pressi della fontana di San Carlo Borromeo, tra due massi rocciosi in posizione isolata[senza fonte];
- Ruderi della casa dei pagani[senza fonte];
- Grotti per la conservazione degli alimenti, sparsi nel territorio[senza fonte]: tipiche costruzioni ticinesi in sasso che venivano utilizzate come depositi di alimentari (salumi, formaggi, vini);
- Ruderi di cinque mulini[senza fonte];
- Fontana pubblica raffigurante la Madonna di Lourdes tra due massi rocciosi[senza fonte];
- Muri a secco di vecchi ronchi[senza fonte];
- Ruderi di un antico rustico[senza fonte];
- Ponte all'Alpe Nuovo nella valle di Drosina[senza fonte];
- Muri della vecchia condotta d'acqua della vetreria[senza fonte];
- Tratti di sentiero a scalini tra i monti Verganasca e Forno, tra Lodrino e il monte Legri e tra Vergio e il monte In Peunt[senza fonte];
- Capanna Alpe d'Alva, nella valle di Lodrino, posta a 1 570 m s.l.m.[6].

### Architetture militari
- Linea LONA, sbarramento difensivo tra Lodrino e Osogna costruito nel 1939[1];
- Aerodromo militare aperto nel 1943[1], con l'hangar costruito nel 1994 da Emilio Bernegger ed Edy Quaglia[senza fonte]; è anche un eliporto civile[1].

## Società

### Evoluzione demografica
Da alcuni documenti antichi risulta che Lodrino contava 456 abitanti già nel 1637; ne contava 380 nel 1682, 406 nel 1756 e 534 nel 1850. Nel 2010 erano 1 672 (in continuo aumento), di cui circa 200 in località Prosito. L'evoluzione demografica è riportata nella seguente tabella:
Abitanti censiti

### Etnie e minoranze straniere
La popolazione straniera ammonta a 464 persone (28,5%), per la maggior parte di origine italiana (circa 230) e portoghese (circa 130).

## Cultura

### Istruzione
A Lodrino sono presenti tutte le scuole dell'obbligo. Ci sono infatti la scuola dell'infanzia, la scuola elementare e la scuola media, che accoglie anche gli allievi dei quartieri della Città di Bellinzona: Gnosca, Moleno, Preonzo e delle altre frazioni di Riviera: Cresciano, Osogna e Iragna.

## Economia
L'industria del vetro prese avvio nel 1782, quando il mastro vetraio lucernese Meinrado Siegwart, già proprietario di una vetreria a Personico, si trasferì a Lodrino. Il motivo di tale trasferimento furono le migliori condizioni per lo sviluppo di una fabbrica del vetro in Riviera (ubicazione, materie prime, ecc): nacque così la prima vetreria di Lodrino. La produzione continuò fino al 1820 e attirò moltissimi artigiani. Dopo la partenza di Siegwart ci furono alcuni tentativi per rilanciare la produzione di vetro, ma si rivelarono tutti fallimentari e la vetreria chiuse definitivamente nel 1869.

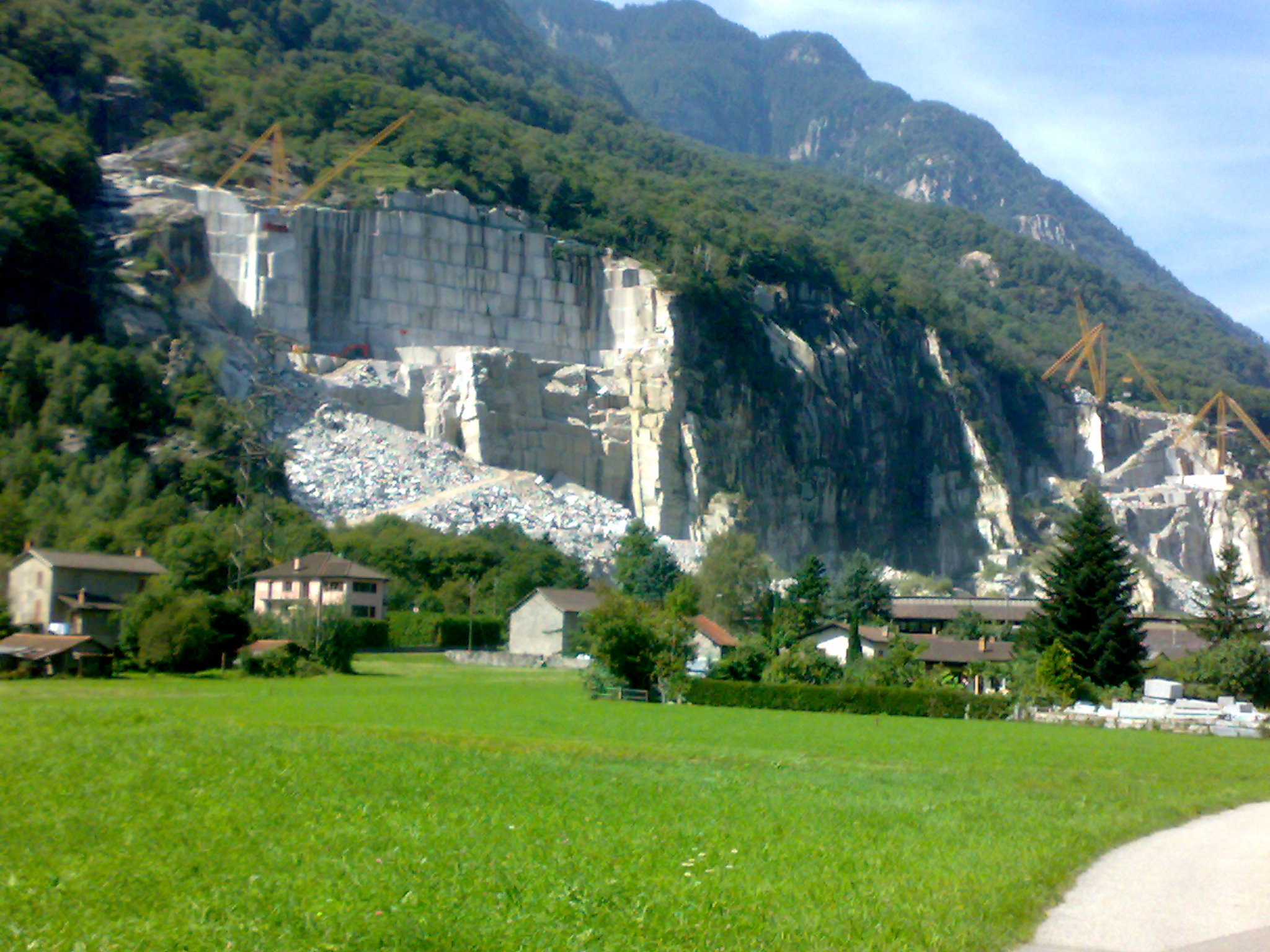
Le cave a nord dell'abitato

Lodrino è noto per le sue numerose cave e la qualità del granito (gneiss), la cui estrazione dalla montagna prese avvio alla fine del XIX secolo, in corrispondenza dell'apertura della ferrovia del Gottardo; dava lavoro a moltissimi operai (circa un migliaio), molti dei quali stranieri, ed era la principale e più redditizia attività presente nel comune. L'estrazione di granito è attiva ancora oggi (numerose sono le cave in attività), seppur con un numero di operai molto minore. Il granito di Lodrino è conosciuto e rinomato in tutta la Svizzera e anche all'estero.
L'aerodromo di Lodrino è la sede della RUAG Aviation del gruppo tecnologico svizzero RUAG e della Heli-TV SA.

## Infrastrutture e trasporti

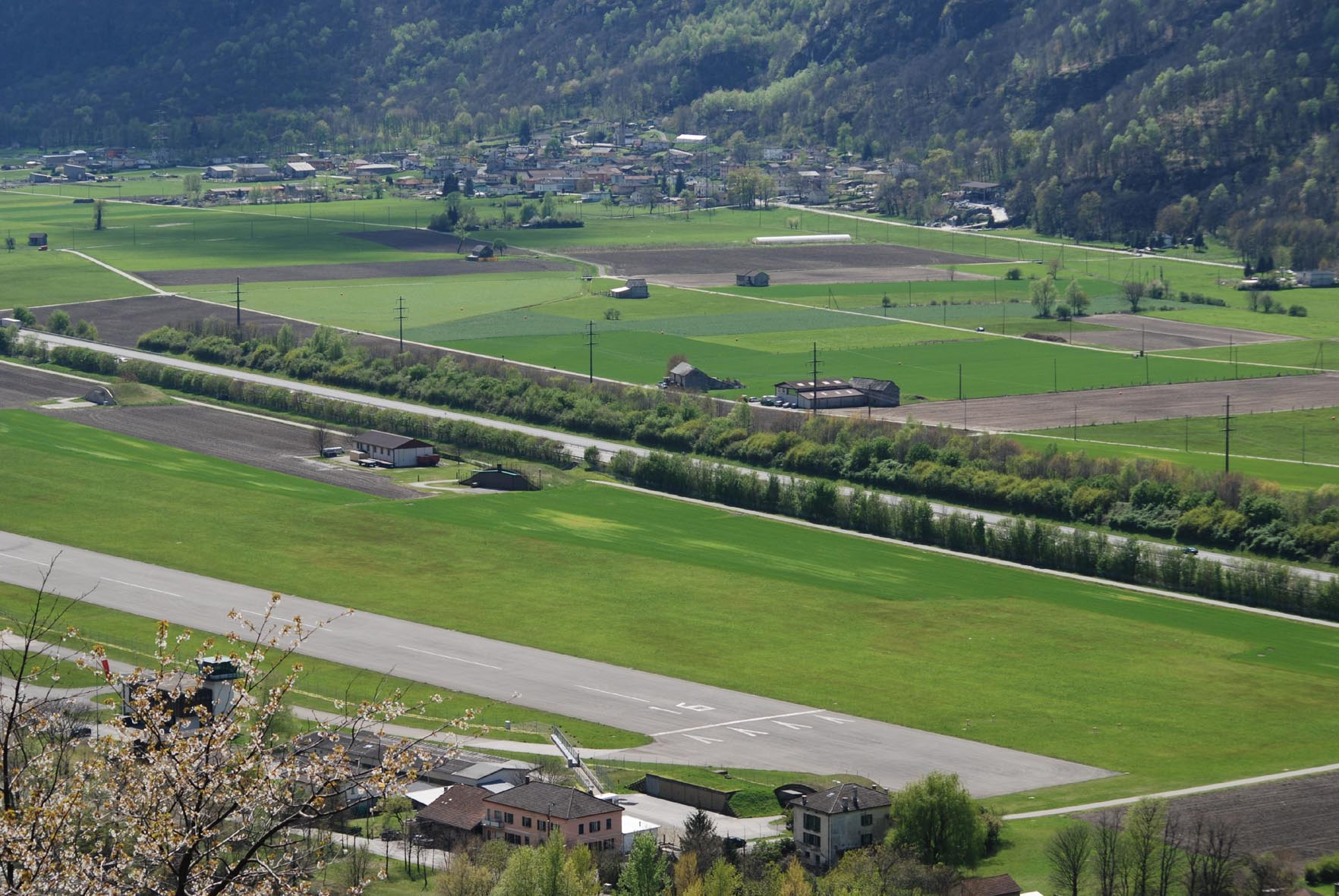
L'aerodromo militare ed eliporto civile

Lodrino è raggiungibile tramite le strade cantonali che collegano Biasca e Bellinzona. L'uscita autostradale più vicina è quella di Biasca (autostrada A2/E35). Il comune non è servito direttamente dalla ferrovia, ma il trasporto pubblico è garantito da una linea di autobus. In campagna, a sud dell'abitato, ci sono un piccolo aeroporto militare ed un eliporto civile.

## Amministrazione
Ogni famiglia originaria del luogo fa parte del cosiddetto comune patriziale e ha la responsabilità della manutenzione di ogni bene ricadente all'interno dei confini della frazione.

### Gemellaggi
- Lodrino, dal 1965[senza fonte]

## Sport
Ogni anno si svolge la corsa in montagna Lodrino-Lavertezzo con partenza a Lodrino (260 m s.l.m.) e arrivo a Lavertezzo (540 m s.l.m.), percorrendo la valle di Lodrino e la val Pincascia per un totale di 21 km raggiungendo i 2 220 m s.l.m. della Forcarella di Lodrino.
Lodrino è dotato di infrastrutture sportive per calcio, tennis, basket, tiro con l'arco, oltre alle palestre scolastiche, vi hanno sede squadre dilettantistiche di calcio, hockey su ghiaccio, ginnastica, tiro con l'arco, tennis e unihockey.